# Trachyaphthona hiunchulii
Trachyaphthona hiunchulii là một loài bọ cánh cứng trong họ Chrysomelidae. Loài này được Sprecher-Uebersax miêu tả khoa học năm 2000.